# Liste der Mitglieder des Bayerischen Landtages (Königreich, 8. Wahlperiode)
Diese Liste gibt einen Überblick über alle Mitglieder des Bayerischen Landtages in der 8. Wahlperiode des Königreichs Bayern (1849–1855). In die Wahlperiode fallen die Sitzungen des 14. Landtags vom 1. September 1849 bis zum 29. Juli 1850, des 15. Landtages vom 3. Februar 1851 bis 28. Mai 1852 und des 16. Landtages vom 21. November 1853 bis 25. März 1855.

## Kammer der Abgeordneten

### Präsidium
- 1. Präsident: Friedrich Adam Justus Graf von Hegnenberg-Dux (1810–1872)
- 2. Präsident: Gustav Freiherr von Lerchenfeld (1806–1866), 7. September 1849 – 9. September 1849; Ludwig von Weis (1813–1880), ab 9. September 1849
- 1. Sekretär: Carl von Nar
- 2. Sekretär: Friedrich Ludwig Meyer

### Abgeordnete

#### A
- Joseph Franz von Allioli (1793–1873)
- Georg Amschler
- Fischel Arnheim (1812–1864)

#### B
- Karl Bayer (Baier)
- Johann Nikolaus Ludwig Beer
- Peter Binder
- Joseph Boos
- Johann Kaspar Borst (1812–nach 1858)
- Adolph Bernhard Boyé
- Karl Friedrich Breitenbach
- Christian Bruch
- Friedrich Karl Brunck
- Max Burk
- Friedrich Karl Freiherr von Burkat

#### C
- Stephan Christoph
- Karl von Craemer

#### D
- Joseph Daxenberger (1801–1870)
- Johann Georg Decker
- Martin Heinrich Degenhard
- Jakob Demel
- Joseph Dirnberger
- Johann Joseph Ignaz Ritter von Döllinger (1799–1890)
- Reinhard Domidion
- Ignaz Doppelhammer

#### F
- Ignaz Georg Joseph Fillweber
- Adolf Adam Wolfgang Fink
- Johann Fischer
- Joseph Fischer (MdKdA)
- Franz Förg
- Johann Georg von Forndran
- Gotthelf Fraas
- Gottlieb Fruth

#### G
- Bernhard von Gäßler
- Johann Peter Gelbert
- Gottfried Goller
- Wolfgang Gresser
- Joseph Anton Gschwender
- Erhard Gummi

#### H
- Franz Xaver Freiherr von Hafenbrädl
- Georg Hamminger
- Max Harhammer
- August Freiherr von Harold
- Friedrich Adam Justus Graf von Hegnenberg-Dux (1810–1872)
- Franz Heigl (MdKdA)
- Joseph Heine (1803–1877)
- Adolf Henne
- Leonhard Hensolt
- Friedrich Benedikt von Hermann
- Georg Martin Herrlen
- Eduard Zachäus Herrmann (1807–1854)
- Thomas Hetterich (1848–1855)[1]
- Joseph Ritter von Hirschberger
- Johann Georg Hofmann
- Norbert Högg
- Theodor Ritter von Hopf

#### J
- Ludwig Andreas Jordan Junior (1811–1883)

#### K
- Joseph Kammermayer (Kammermaier, Kammermayr)
- Ignatz Kapfhammer (1803–1879)
- Franz Kauschinger
- Karl Kirchgessner (1807–1858)
- Thomas Kleindienst
- Georg Mathias Michael Knollmüller
- Franz von Koch
- Johann Köhl
- Georg Friedrich Kolb (1808–1884)
- Michael Koller (1809–1861)
- Joseph Georg Kronberger

#### L
- Emanuel Graf von La Rosée
- Eduard Lang
- Ignaz Lanzer
- Ernst von Lasaulx (1805–1861)
- Johann Joseph Lauer
- Gustav Freiherr von Lerchenfeld (1806–1866)
- Anton Arnold von Linck (Link) (1799–1858)

#### M
- Thomas Mayer (1815–1870)
- Bartholomä Mayr
- Franz Seraphin Mayr (Mayer, Meier)
- Franz Flaminius Meuth
- Friedrich Ludwig Meyer
- David Morgenstern (1814–1882)
- Alexander Moser (MdKdA)
- Adam Müller (1814–1879)

#### N
- Carl von Nar
- Johann Nepomuk Narr
- Wilhelm Gottlieb Ritter von Neuffer

#### O
- Ludwig Fürst von Oettingen-Wallerstein (1791–1870)
- Georg Oettl

#### P
- Adolph Xaver Paur (1802–1871)
- Johann Pezold
- Ludwig Karl Freiherr von der Pfordten (1811–1880)
- Carl Pitzner (1802–1882)
- Georg Praun
- Ignaz Prell (1805–1874)
- Eugen Napoleon Prinz
- Joseph Pröll

#### R
- Siegmund Rabl
- Phillip Alexander Rauch
- Friedrich Wilhelm Rebenack (1791–1866)
- Michael Friedrich Reinhard
- Johann Richter (MdKdA)
- Ludwig Römmich (1816–1894)
- Karl Ferdinand Heinrich Rubner
- Ernst Rudhart
- Anton Ruland (1809–1874)

#### S
- Johann Christoph Schäfer
- Joseph Schäfer
- Peter Carl Scharpff
- Nicolaus Scheidmann
- Adolph von Schelhorn (1806–1855)
- Franz Xaver Schmid (1800–1871)
- Christian Schmidt
- Johann Friedrich Schnitzlein
- Balthasar Schönfelder
- Ignaz Schopp
- Joseph Schweyer
- Gabriel Sedlmayr (1811–1891)
- Gottlieb Seiffert (Seiferth, Seyffert)
- Johann Nepomuk Sepp (1816–1909)
- Max von Stadlbauer (1808–1866)
- Kaspar Joseph Ritter von Steinsdorf (1797–1879)
- Georg Moritz Stöcker (1797–1852)

#### T
- Franz Tafel (1799–1869)
- Friedrich Thinnes (1790–1860)
- Philipp Tillmann (1809–nach 1881)
- Karl Heinrich Tröger

#### U
- Adam Utsch

#### W
- Florentin von Wächter
- Joseph Johann Wagner (1813–1890)
- Karl Theodor Wagner
- Johann Adam Walz
- Adam Weber
- Silvester Weeber (Silvan Weber)
- Adam Weippert
- Ludwig von Weis (1813–1880)
- Anton Weiß
- Franz Xaver Ritter von Wening
- Anton Westermayer (Westermeyer) (1816–1894)
- Wenzeslaus Wiedenhofer
- Jakob Wifling
- Friedrich Franz Karl Wimmer
- Johann Winkler (1817–1887)
- Johann Georg Anton Wolf
- Johann Baptist Wolfsteiner

#### Z
- Johann Michael Zink

## Kammer der Reichsräte

### Präsidium
- 1. Präsident: Franz Ludwig Philipp Schenk von Stauffenberg (1801–1881)
- 2. Präsident: Carl Graf von Seinsheim (1784–1864)
- 1. Sekretär: Julius Adolph Freiherr von Niethammer (1798–1882)
- 2. Sekretär: Maximilian Joseph Wilhelm Graf von Montgelas

| Inhaltsverzeichnis A B E F G H L M O P R S T W Z |

#### A
- Maximilian Joseph Graf von Arco-Valley
- Ludwig Aloys Graf von Arco-Zinneberg
- Peter Carl Freiherr von Aretin auf Haidenburg
- Joseph Ludwig Graf von Armansperg
- Friedrich Christian Ritter von Arnold

#### B
- Adalbert Wilhelm Prinz von Bayern (1828–1875)
- Carl Theodor Maximilian Prinz von Bayern (1795–1875)
- Ludwig Wilhelm Herzog in Bayern
- Luitpold Emanuel Herzog in Bayern
- Luitpold Prinz, später Prinzregent von Bayern
- Maximilian Herzog in Bayern (1808–1888)

#### C
- Friedrich Ludwig Graf zu Castell-Castell

#### E
- Eberhard Franz Graf zu Erbach-Erbach und von Wartenberg-Roth

#### F
- Georg Heinrich Arbogast Freiherr von und zu Franckenstein
- Clemens Wenzeslaus Freiherr von Freyberg-Eisenberg-Knoringen
- Leopold Karl Fürst Fugger von Babenhausen
- Fidelis Ferdinand Graf von Fugger zu Glött
- Raimund Ignaz Graf von Fugger zu Kirchberg und Weißenhorn

#### G
- Friedrich Carl Graf von und zu Giech
- Maximilian Joseph Graf von Gravenreuth (1807–1874)
- Anton Joseph Freiherr von Gumppenberg
- Adolph Eberhard Freiherr von Gumppenberg-Pöttmes

#### H
- Karl Friedrich Ritter von Heintz (1802–1868)
- Chlodwig Fürst zu Hohenlohe-Waldenburg-Schillingsfürst (1819–1901)

#### L
- Carl Fürst zu Leiningen-Hartenburg
- Carl Ludwig Freiherr von Leonrod
- Maximilian Joseph Graf von Lerchenfeld auf Köfering und Schönberg
- Maximilian Joseph Eugen Herzog von Leuchtenberg
- Alfred Freiherr von Lotzbeck auf Weyhern
- Philipp Friedrich Fürst zu Löwenstein-Wertheim-Freudenberg
- Carl Ludwig Constantin Fürst zu Löwenstein-Wertheim-Rosenberg

#### M
- Georg Ludwig Ritter von Maurer (1790–1872)
- Maximilian Joseph Wilhelm Graf von Montgelas

#### O
- Otto Karl Fürst von Oettingen-Oettingen und Oettingen-Spielberg
- Georg Ritter von Oettl (1794–1866)
- Franz Karl Rudolph Graf zu Ortenburg-Tambach

#### P
- Carl Theodor Friedrich Graf von Pappenheim
- Julius Johann Freiherr von Ponickau auf Osterberg
- Maximilian Joseph Franz Graf von Preysing-Lichtenegg-Moos

#### R
- Albert Ulrich Graf von Rechberg und Rothenlöwen (1803–1885)
- Ludwig Friedrich Graf von Rechteren und Limpurg
- Heinrich Alois Graf von Reigersberg (1770–1865)
- Carl August Graf von Reisach

#### S
- Cajetan Peter Graf von und zu Sandizell
- Erwein Hugo Graf von Schörnborn-Wiesentheid
- August Karl Graf von Seinsheim
- Carl Graf von Seinsheim
- Franz Ludwig Schenk Graf von Stauffenberg (1801–1881)

#### T
- Maximilian Karl von Thurn und Taxis (1802–1871)
- Maximilian Konrad Graf von Toerring auf Seefeld
- Maximilian August Graf von Toerring-Guttenzell

#### U
- Kaspar Bonifaz Ritter von Urban

#### W
- Hugo Philipp Graf Waldbott von Bassenheim (1820–1895)
- Constantin Maximilian Fürst von Waldburg zu Zeil und Trauchburg
- Leopold Maria Fürst von Waldburg zu Zeil und Wurzach
- Joseph Winzheimer (1807–1897)
- Carl Theodor Fürst von Wrede
- Joseph Franz Freiherr von Würtzburg

#### Z
- Friedrich Carl Freiherr von Zu Rhein (1802–1870)